# We Don’t Need Another Hero
We Don’t Need Another Hero (dt. „Wir brauchen keinen weiteren Helden“) ist der von Graham Lyle und Terry Britten geschriebene Titelsong des Films Mad Max – Jenseits der Donnerkuppel. Gesungen wurde die Rockballade von Tina Turner.

## Entstehung
Das Lied wurde von Terry Britten produziert, der bereits für Tina Turner What’s Love Got to Do with It geschrieben hatte. Es ist das erste Lied auf dem Soundtrack-Album zum Film Mad Max III und neben dem ebenfalls von Tina Turner gesungenen One of the Living von Holly Knight der einzige Song mit Gesang. Text und Musikvideo zu dem Lied erzählen eine andere Geschichte als der Film und dienten vorrangig dazu, den Film zu bewerben. Das Lied gehört zum ständigen Live-Repertoire von Tina Turner, während der Darbietung tritt sie in einem Kostüm ähnlich dem im Film auf. Die Sängerin bezeichnet das Lied als einen ihrer Karrierehöhepunkte:

„Der Song selbst erzählt eine großartige Geschichte. Bei den Aufnahmen hatte ich immer das Gefühl, ich müsste es noch größer, noch heroischer machen. Es musste klingen, als wäre ich im Krieg!“

Lange war nicht bekannt, dass der Kinderchor, der den Hintergrundgesang aufgenommen hatte, der Schulchor der King’s House School in Richmond war. Im Jahr 2005 fand die Musikergewerkschaft heraus, um welchen Chor es sich gehandelt hatte, weil das Plattenlabel die anteilige Tantieme von 5.000 GBP an die Sänger, unter ihnen Lawrence Dallaglio, auszahlen wollte. Die Aufnahme des Chorgesangs fand in den Abbey Road Studios in London statt, Tina Turner war dabei nicht anwesend.

## Veröffentlichung
Das Lied wurde im Juli 1985 in einer 4:15 Minuten langen Version als 7"-Single von Capitol Records veröffentlicht, auf der B-Seite befand sich eine Instrumentalversion. Weiterhin erschien eine Maxi-Single mit der 6:07 Minuten langen Fassung, die sich auch auf dem Soundtrack zum Film befand, die B-Seite enthielt eine Remix-Version des Instrumentals. Der Song war auch auf verschiedenen Singles enthalten, so u. a. auf I Don’t Wanna Lose You (1989), Proud Mary (Live-Version, 1993) und Missing You (1996).

## Musikvideo
Des Weiteren erschien ein Musikvideo. In ihm ist Tina Turner in einem an den Film angelehnten, kettenhemdähnlichen Kostüm zu sehen, ähnlich dem der Rolle der Aunty Entity, die sie in diesem spielt. Filmszenen werden hineingeschnitten. Auch ein Chor ist zu sehen sowie Timmy Cappello, ihr damaliger Tour-Saxofonist, -Perkussionist und -Keyboarder. Das Video war 1986 für einen MTV Video Music Award als „Best Female Video“ nominiert.

## Kommerzieller Erfolg

### Chartplatzierungen
Mit We Don’t Need Another Hero erreichte Tina Turner in zahlreichen Ländern die Top Ten. In Deutschland und der Schweiz war die Single auf Platz eins der Charts, in den USA, Österreich, Neuseeland und Norwegen auf Platz zwei. In Großbritannien und Frankreich platzierte sich das Stück auf Platz drei. Das Lied wurde zweimal für eine Auszeichnung nominiert: 1986 für den Grammy für die beste Popmusik gesungen von einer Frau, und im selben Jahr für den Golden Globe Award unter der Bezeichnung „Best Original Song“ (bester Original-Song).
| ChartsChartplatzierungen       | Höchstplatzierung | Wochen/ Monate |
| ------------------------------ | ----------------- | -------------- |
| Deutschland (GfK)              | 1 (21 Wo.)        | 21 Wo.         |
| Österreich (Ö3)                | 2 (4 Mt.)         | 4 Mt.          |
| Schweiz (IFPI)                 | 1 (18 Wo.)        | 18 Wo.         |
| Vereinigte Staaten (Billboard) | 2 (18 Wo.)        | 18 Wo.         |
| Vereinigtes Königreich (OCC)   | 3 (13 Wo.)        | 13 Wo.         |

| ChartsJahrescharts (1985)      | Platzierung |
| ------------------------------ | ----------- |
| Deutschland (GfK)              | 6           |
| Österreich (Ö3)                | 11          |
| Schweiz (IFPI)                 | 6           |
| Vereinigte Staaten (Billboard) | 57          |

### Auszeichnungen für Musikverkäufe
| Land/Region                  | Auszeichnungen für Musikverkäufe (Land/Region, Auszeichnung, Verkäufe) | Verkäufe |
| ---------------------------- | ---------------------------------------------------------------------- | -------- |
| Deutschland (BVMI)           | Gold                                                                   | 250.000  |
| Kanada (MC)                  | Gold                                                                   | 50.000   |
| Neuseeland (RMNZ)            | Gold                                                                   | 15.000   |
| Vereinigtes Königreich (BPI) | Silber                                                                 | 250.000  |
| Insgesamt                    | 1× Silber · 3× Gold ·                                                  | 565.000  |

Hauptartikel: Tina Turner/Auszeichnungen für Musikverkäufe

## Coverversionen
Der Titel wurde von vielen Interpreten neu eingespielt.
Coverversionen stammen u. a. von:
- der Schauspielerin Heidi Stroh (Keinen Helden, keinen Hero, 1985)
- Shirley Bassey auf dem Album Showtime (1996)
- der New-Age-Band Taliesin Orchestra auf dem Album Anthem (1997)
- dem italienischen Saxophonisten Fausto Papetti auf dem Album Papetti Oggi (1999)
- der britischen Rockband The Shadows auf dem Album Simply Shadows (2001)
- dem Royal Philharmonic Orchestra, u. a. auf den Alben Rock Dreams (1996) und Rock Classics (2003)
- der finnischen Metal-Band Northern Kings auf dem Album Reborn (2007)

Es existieren Musicaladaptionen sowie Instrumentalversionen, das Lied ist zudem auf zahlreichen Kompilationen enthalten. Die Version von Northern Kings wurde 2008 als Single veröffentlicht und erreichte Platz 7 der finnischen Charts.